# Minami (Tokushima)
Minami (美波町 Minami-chō?) es una villa ubicada en el distrito de Kaifu, Prefectura de Tokushima, Japón. Fue fundada el 31 de marzo de 2006 como resultado de la fusión entre las villas Hiwasa y Yuki del mismo distrito.

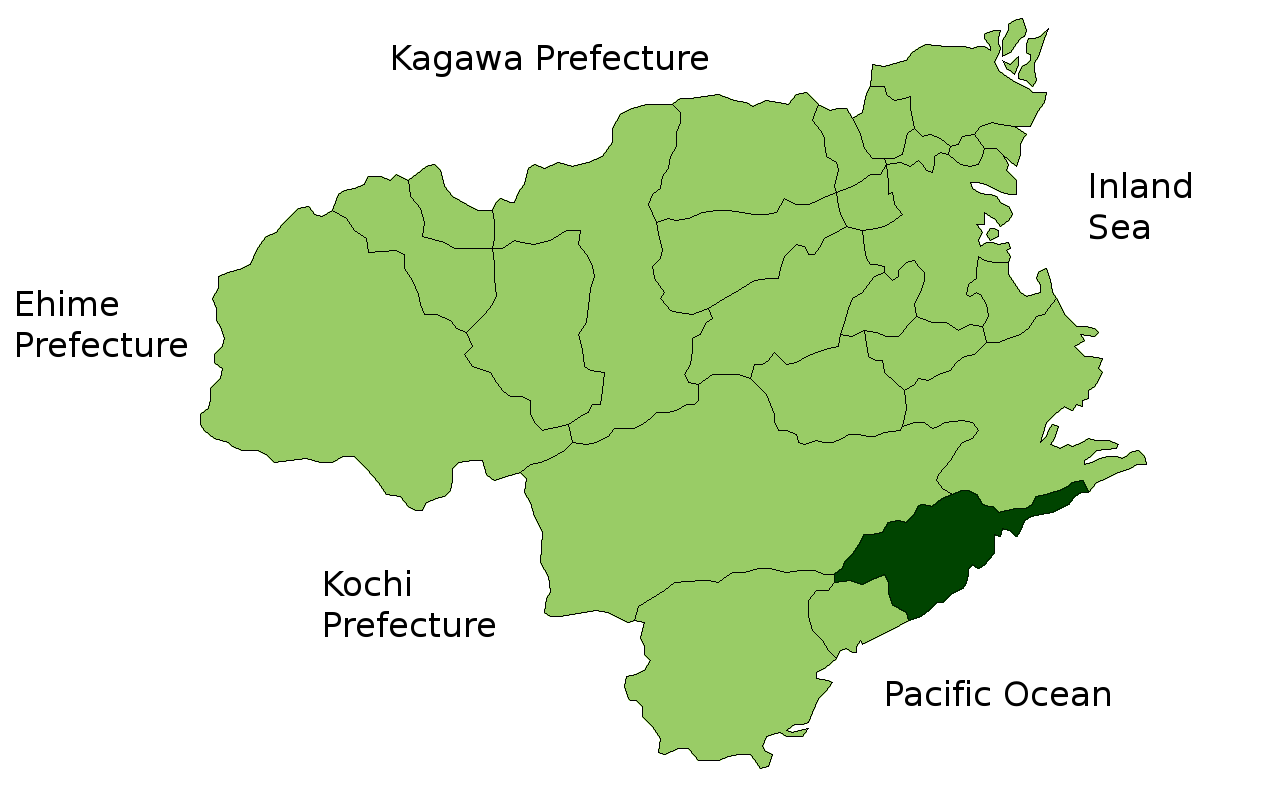
Localización de Minami en la prefectura de Tokushima.

Hacia el año 2006, Minami contaba con una población estimada de 8.540 habitantes y una densidad de 60,63 habitantes por km². La superficie total comprende 140.85 km².